# Frisange
Frisange (lb. Fréiseng, niem. Frisingen) − miejscowość i gmina (gemeng / commune / Gemeinde) w południowym Luksemburgu, w kantonie Esch-sur-Alzette. Do 3 października 2015 gmina leżała w dystrykcie Luksemburg. Siedziba administracyjna gminy znajduje się w miejscowości Frisange. Liczy 4912 mieszkańców (1 stycznia 2023).
Widoczne z wielu kilometrów dzięki wieży ciśnień, wybudowanej w najwyższym punkcie miejscowości. Niedaleko, po stronie francuskiej znajduje się elektrownia atomowa, która miała pierwotnie powstać w Luksemburgu, lecz protesty mieszkańców zablokowały tę inwestycję.

## Podział administracyjny
Do gminy należą trzy miejscowości, w tym trzy (Uertschaft) oraz żaden lieu-dit:
1. Aspelt (Uespelt)
2. Frisange (Fréiseng / Frisingen)
3. Hellange (Helleng / Hellingen)

## Współpraca
Miejscowość partnerska:
- Saint-Julien-de-Coppel, Francja